# Свети Трима Светители (Солун)
„Свети Трима Светители“ (на гръцки: Τριών Ιεραρχών) е православна църква в македонския град Солун, Гърция, енорийски храм на Солунската епархия на Вселенската патриаршия, под управлението на Църквата на Гърция.
Храмът е разположен на улица „Стромница“ № 59. Основният камък е положен през май 1973 година от митрополит Леонид Солунски, като строителните дейностти продължават 20 години. В 1990 година е завършена и на 17 октомври 1993 година е открита от митрополит Пантелеймон II Солунски.
В архитектурно отношение е византийски кръстокуполен храм, дело на архитект Димитриос Христидис. Храмът наподобява катедралата „Света София“, която има множество куполи на покрива. Църквата е една от най-големите в Гърция с площ от 1200 m2 и височина от 29 m. Камбанарията е висока 34 m. Женската църква има площ от 450 m2, а олтарът 113 m2. Църквата има подово отопление и климатизация. В нея се пази донесената от бежанци в 1923 година икона на Тримата светители, както и мощи от Тримата светители Василий Велики, Григорий Богослов и Йоан Златоуст. Залепен за храма от север е параклисът на трите майки на Тримата светители Емилия, Нона и Антуса. Във вътрешността на храма са параклисите на Свети Артемий и Свети Атанасий Метеорски, а в сутерена има духовен център.